# Dopatrium caespitosum
Dopatrium caespitosum är en grobladsväxtart som beskrevs av Peter Geoffrey Taylor. Dopatrium caespitosum ingår i släktet Dopatrium och familjen grobladsväxter. Inga underarter finns listade i Catalogue of Life.